# Йосип Врлич
Йосип Врлич (25 квітня 1986) — хорватський ватерполіст.
Учасник Олімпійських Ігор 2016 року.
Призер Чемпіонату світу з водних видів спорту 2019 року.
Призер Панамериканських ігор 2015 року.